# I Can See for Miles
«I Can See for Miles» (с англ. — «Я вижу на много миль») — песня британской группы The Who, записанная ими для альбома 1967 года The Who Sell Out. В сентябре (то есть до выхода альбома, появившегося на прилавках в декабре) вышла отдельным синглом. Это был единственный сингл с данного альбома. Песня описывает, как лирический герой волшебным образом видит на огромном расстоянии и разоблачает тех, кто его обманывает (в частности, неверную возлюбленную).
Песня «I Can See for Miles» и по сей день остаётся самым большим хитом группы в США. 14 октября 1967 года она дебютировала на 72 месте в «Горячей сотне» журнала «Билборд» (Billboard Hot 100) и на неделе с 25 ноября по 2 декабря достигла своей максимальной 9-й позиции. Это пока единственный сингл группы Who, попавший в этом хит-параде в первую десятку.

## История
Песня записывалась в нескольких раздельных студийных сессиях по обе стороны Атлантики и является примером становившейся всё более и более изощрённой техники записи рок-групп конца 1960-х годов (подобной той, что использовали тогда Beatles and Beach Boys.)
Песня достигла 10 позиции в Великобритании и 9-й в США. Хотя для большинства групп такие места считались бы успехом, Пит Таунсенд был разочарован. Он написал эту песню ещё в 1966 году, но придержал в качестве «туза в рукаве», думая, что она станет первый синглом номер 1 в истории группы Who. Цитируют его слова: «Для меня это была величайшая пластинка группы Who, тем не менее она не продавалась. Я плюнул на британского покупателя пластинок.»
В одном из интервью Пит назвал «I Can See For Miles» «самой громкой, грубой, грязной и бескомпромиссной» в творчестве The Who. Это вдохновило Пола Маккартни написать «Helter Skelter».
Во времена Кита Муна песня «I Can See for Miles» редко исполнялась группой Who на концертах. Сложные вокальные гармонии было сложно воспроизвести на сцене, то же самое было верно и для стиля ударных, как на оригинальной записи. Группа исполнила песню на телепередаче The Smothers Brothers Comedy Hour в сентябре 1967, но это было выступление под фонограмму. Песню стали исполнять более регулярно с 1979 года, когда барабанщиком группы стал Кенни Джонс. При этом, однако, она исполнялась с более прямолинейным ритмом. В туре 1989 года с ударником Саймоном Филлипсом  песня исполнялась почти на каждом концерте, также исполняли её определённое количество раз и с теперешним ударником Заком Старки.

## Премии и признание
В 2004 году журнал Rolling Stone поместил песню «I Can See for Miles» в исполнении группы The Who на 258 место своего списка «500 величайших песен всех времён». В списке 2011 года песня находится на 262 месте.
А в 2014 году британский музыкальный журнал New Musical Express поместил «I Can See for Miles» в исполнении The Who на 182 место уже своего списка «500 величайших песен всех времён».
Кроме того, песня «I Can See for Miles» в исполнении группы The Who вместе с ещё тремя их песнями — «Baba O’Riley», «Go to the Mirror!» и «My Generation» — входит в составленный Залом славы рок-н-ролла список 500 Songs That Shaped Rock and Roll.